# Vahlia capensis
Vahlia capensis, jedna od pet priznatih biljnih vrsta u rodu Vahlia, porodica Vahliaceae. Rasprostranjena je po južnoafričkim provincijama KwaZulu-Natal, Istočni Kap, ali i nekim susjednim državama (Zimbabve). Postoji nekoliko podvrsta

## Podvrste
1. Vahlia capensis subsp. capensis
2. Vahlia capensis subsp. ellipticifolia Bridson
3. Vahlia capensis subsp. macrantha (Klotzsch) Bridson
4. Vahlia capensis subsp. vulgaris Bridson
5. Vahlia capensis var. latifolia Burtt Davy
6. Vahlia capensis var. linearis E. Mey. ex Bridson
7. Vahlia capensis var. longifolia (Gand.) Bridson
8. Vahlia capensis var. verbasciflora Oliv.